# Борисов (город)
Бори́сов (бел. Бары́саў, МФА: [ˌbaˌrɨˌsaw]о файле) — город в Минской области Республики Беларусь. Административный центр Борисовского района.
Территория города — 46 км². Население города — 134 732 человек (2025). Стоит на реке Березина, в 77 км от Минска.
В 2002 году Борисов отметил 900-летие.

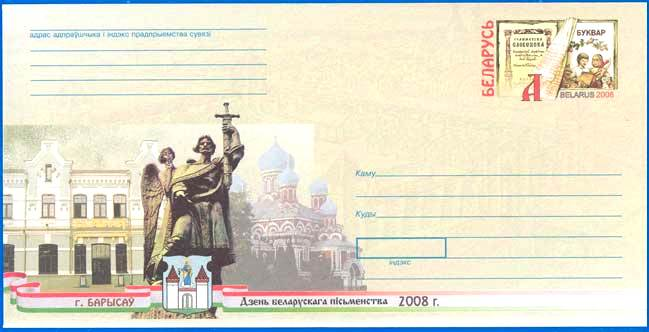
Борисов. День белорусской письменности. Художественный конверт 2008 года. Памятник основателю города князю Борису на фоне вокзала и Борисовского Воскресенского Собора, герб города. Художник Микола Рыжий.

## Геральдика
Герб утверждён решением Борисовского городского Совета депутатов от 29 декабря 1999 года № 16 и зарегистрирован в Гербовом матрикуле Республики Беларусь 23 мая 2000 года № 41.
Флаг утверждён решением Борисовского городского Совета депутатов от 15 января 2001 года № 65 и зарегистрирован в Гербовом матрикуле Республики Беларусь 6 апреля 2001 года.

## История

### Первое упоминание в летописях
В литовских летописях город Борисов упоминается 1102 годом: «В 1102 году князь Борис Всеславич ходил на ятвяг и, победя их, возвратясь, поставил град во своё имя…».
Город возник на месте слияния рек Схи и Березины и назван именем полоцкого князя Бориса (Рогволда) Всеславича.
Первое упоминание о городе в Лаврентьевской летописи относится к 1127 г., а в Ипатьевской к 1128 г., как крепости Полоцкого княжества. Первое поселение сгорело в результате сильного пожара, о чём свидетельствуют археологические раскопки. Новый город возник южнее, там, где в Березину впадает её приток Сха. На этом месте в XII веке была построена деревянная крепость.

### Возникновение нового города
Новый город возник на 4 км ниже по течению реки, к юго-востоку от первоначального расположения. На левом берегу Березины при слиянии с ней реки Прильи на острове размером 200×300 м в XII веке был построен деревянный замок, который просуществовал вплоть до XVIII века. Борисовский замок представлял собой деревянно-земляное укрепление, окружённое глубоким рвом с водой площадью около 2 га. Со временем постройки расширялись. В середине XIX века на месте сгнивших построек замка был построен новый — тюремный замок. В настоящий момент здесь располагается здание, относящееся к объектам историко-культурной ценности Беларуси, о чём свидетельствует установленный памятный знак.

### В составе Великого княжества Литовского
Благодаря географическому положению уже к середине XIII века Борисов входит в число известных торгово-ремесленных центров. В конце XIII века Борисов вошел в состав Великого княжества Литовского. Числится в летописном «Списке русских городов дальних и ближних» (конец XIV века).
В 1558 году была издана географическая карта Польского Королевства и Великого Княжества Литовского, на которой обозначен город Борисов.
В 1563 году в соответствии с административно-территориальной реформой Борисовская волость была преобразована в Борисовское староство.
10 августа 1563 года Борисов получил от великого князя Сигизмунда Магдебургское право, освобождавшее жителей города от феодальных повинностей и дававшее им право на самоуправление.

### В составе Речи Посполитой
С 1569 года, после подписания Люблинской унии, Борисов вплоть до XVIII века находился в пределах польско-литовского государства — Речи Посполитой. В 1662 году через город проезжал австрийский дипломат и путешественник Мейерберг Августин, который оставил описание архитектуры, быта жителей и окрестностей Борисова.
Многочисленные войны неоднократно разоряли и опустошали Борисов. В начале XV века междоусобная борьба князей Ягайло, Жигимонта и Свидригайло почти полностью разрушила город.
В июне 1655 года под Борисовом князь Юрий Барятинский во главе двухтысячного передового полка разбил отряд литовских войск.
Во время войны России и Речи Посполитой 1654—1667 гг. его несколько раз занимали то русские войска, то войска Речи Посполитой (см. осады Борисова).
Серьёзно пострадал он и в годы Северной войны (1700—1721).
В 1792 году король Станислав-Август объявил Борисов городом вольным от всякой земской юрисдикции и дал ему герб с изображением в белом поле ворот с двумя башнями, между которых стоит св. Апостолов Петр с ключами.

### В составе Российской империи
В состав Российской империи вместе с Минском и белорусскими землями Борисов вошел после второго раздела Речи Посполитой в 1793 году, став уездным городом.
22 января 1796 года был утвержден герб города (закон № 17435), несколько отличавшийся от предыдущего. В верхней части щита — герб Минский. В нижней — герб, данный королём Станиславом Августом: две военные башни с воротами между ними, поставленными в серебряном поле, а над оными виден стоящий на облаке Святой Апостол Пётр, который в правой руке держит ключи от города. Герб символизировал стойкость, неприступность и открытый путь для добрососедства и торговли.
В 1812 Борисов занят был французами и назначен главным городом особой подпрефектуры. Отечественная война 1812 года оставила глубокий след в истории города. Березинская переправа близ Борисова, по свидетельству историков, стала самой мрачной страницей истории войн Наполеона. Французы до сих пор употребляют слово «березина» (фр. Bérézina или bérézina) как синоним полного провала и катастрофы.
Памятники у деревни Студенка и на Брилевском поле рассказывают о событиях 200-летней давности. В самом Борисове сохранились остатки артиллерийской батареи российских войск, построенные на правом берегу Березины накануне нашествия Наполеона. Батареи — первый исторический памятник в Борисове, взятый в 1926 под охрану государства. В 1985 году здесь установлен памятный знак.
В 1840 году в Борисов было переведено одноклассное приходское училище из заштатного города Радошковичи.
В XIX веке в Борисове работали спичечные фабрики «Виктория», «Березина» и стеклозавод.
В 1912 году в Борисове основан небольшой лесопильный завод, который по сегодняшний день существует под названием «Борисовский лесопильный комбинат».

### В составе СССР
В ноябре 1917 года в Борисове установлена Советская власть.
С 1918 года город занят германскими войсками, но уже 2 декабря 1918 года после ухода немецких был занят войсками Советской России и вошёл в состав Белорусской Советской Социалистической Республики, а 27 февраля 1919 года в состав Литовско-Белорусской Советской Социалистической Республики.
В 1919—1920 годах город был оккупирован польскими войсками. 18 марта 1921 года по Рижскому договору территория Белоруссии была поделена между Польшей и Белорусской ССР (независимость которой была признана Польшей), Борисов стал советским.
С 17 июля 1924 года Борисов — центр района БССР.
Борисовский голодный бунт 1932 года стал результатом провалов советского руководства в продовольственной политике, вызвал растерянность местных властей и привёл к частичной отмене непопулярных мер.
На 1 сентября 1940 года в городе дислоцировались Борисовские автомобильное (в военном городке «Печи» (юго-западнее Ново-Борисова)) и кавалерийское училища.
Кавалерийское училище было сформировано как Минское, но в связи с нехваткой казарменного фонда в Минске, летом 1940 года, военное училище было переведено в Борисов и получило наименование Борисовское кавучилище. С 14 февраля 1941 года согласно приказу Hародного Kомиссара Oбороны Союза ССР № 060 кавучилище переформировывается в бронетанковое, по штату № 17/21. Переформирование должно было быть завершено к 15 марта 1941 года.
До начала войны Борисовское автомобильное училище было переведено в город Гомель.

### Великая Отечественная война
Личный состав бронетанкового училища участвовал в оборонительных боях, за город, летом 1941 года. Согласно директиве Генерального штаба Красной Армии, от 3 июля 1941 года Борисовское бронетанковое училище эвакуировано в город Саратов, и переименовано в 3-е Саратовское БТУ.
В период с 2 июля 1941 года по 1 июля 1944 года немецкими оккупационными властями в городе были созданы 6 лагерей смерти, в которых погибло более 33 тысяч человек. Еврейское население города было загнано нацистами в гетто и позже практически полностью уничтожено.
В боях за освобождение Борисова в 1944 отличились войска 3-го Белорусского фронта, 13 воинских частей и соединений удостоены почетного наименования «Борисовских». На Борисовской земле 29 человек стали Героями Советского Союза, в том числе парторг танковой роты П. Н. Рак. В честь экипажа П. Рака в городе установлен памятник — танк ИС-2.
На знамени города — орден Отечественной войны I степени.

### В составе Республики Беларусь

Космоснимок Борисова (2018)

С 1991 года после распада СССР Борисов относится к Республике Беларусь.
31 июля 2006 года Борисовский район и город Борисов объединены в одну административно-территориальную единицу — Борисовский район с административным центром город Борисов.
В 2009 году в связи с празднованием 65-й годовщины освобождения Республики Беларусь от немецко-фашистских захватчиков и в целях увековечения подвига воинов Красной Армии, партизан и подпольщиков Борисов награждён вымпелом «За мужнасць і стойкасць у гады Вялікай Айчыннай вайны» (Указ Президента Республики Беларусь от 29 июня 2009 года № 355).
В 2021 году Борисов объявлен Культурной столицей Республики Беларусь.

## Население
Численность населения — 134 732 человек (на 1 января 2025 года).
- 1795—1600 человек
- 1887 — 17 737 человек, в том числе 10 300 иудеев и 6 264 православных[21]
- 1907 — 18 055 человек[22]
- 1926 — 25 840 человек
- 1939 — 49 000 человек[23]
- 1959 — 59 300 человек
- 1964 — 69 000 человек
- 1966 — 71 000[23]
- 1969 — 77 000 человек[24]
- 1970 — 84 000 человек
- 1991 — 150 200 человек[25]
- 1996 — 156 000 человек
- 1997 — 159 300 человек
- 2005 — 146 639 человек[26]
- 2006 — 146 677 человек[26]
- 2007 — 147 031 человек[26]
- 2008 — 147 529 человек[26]
- 2009 — 147 200 человек[27]
- 2013 — 145 659 человек[26]
- 2015 — 144 945 человек[28]
- 2020 — 140 700 человек
- 2023 — 136 409 человек
- 2024 — 135 696 человек

| Национальный состав по переписи 2009 года | Национальный состав по переписи 2009 года | Национальный состав по переписи 2009 года | Национальный состав по переписи 2009 года | Национальный состав по переписи 2009 года | Национальный состав по переписи 2009 года | Национальный состав по переписи 2009 года | Национальный состав по переписи 2009 года | Национальный состав по переписи 2009 года | Национальный состав по переписи 2009 года | Национальный состав по переписи 2009 года |
| Всего (2009)                              | белорусы                                  | белорусы                                  | русские                                   | русские                                   | украинцы                                  | украинцы                                  | поляки                                    | поляки                                    | евреи                                     | евреи                                     |
| ----------------------------------------- | ----------------------------------------- | ----------------------------------------- | ----------------------------------------- | ----------------------------------------- | ----------------------------------------- | ----------------------------------------- | ----------------------------------------- | ----------------------------------------- | ----------------------------------------- | ----------------------------------------- |
| 147 381                                   | 121 992                                   | 82,77 %                                   | 18 551                                    | 12,59 %                                   | 2909                                      | 1,97 %                                    | 356                                       | 0,24 %                                    | 243                                       | 0,16 %                                    |
| 147 381                                   | армяне                                    | армяне                                    | цыгане                                    | цыгане                                    | татары                                    | татары                                    | азербайджанцы                             | азербайджанцы                             | молдаване                                 | молдаване                                 |
| 147 381                                   | 194                                       | 0,13 %                                    | 175                                       | 0,12 %                                    | 139                                       | 0,09 %                                    | 127                                       | 0,09 %                                    | 67                                        | 0,05 %                                    |
| 147 381                                   | литовцы                                   | литовцы                                   | немцы                                     | немцы                                     | грузины                                   | грузины                                   | греки                                     | греки                                     | узбеки                                    | узбеки                                    |
| 147 381                                   | 65                                        | 0,04 %                                    | 41                                        | 0,03 %                                    | 39                                        | 0,03 %                                    | 36                                        | 0,02 %                                    | 31                                        | 0,02 %                                    |

По переписи населения 1939 года, в Борисове проживало 49 108 человек:
28 815 белорусов (58,7 %),
10 011 евреев (20,4 %),
7609 русских (15,5 %),
1176 поляков (2,4 %),
941 украинец (1,9 %),
172 немца (0,4 %),
556 представителей прочих национальностей.
По переписи населения 1979 года, в Борисове проживало
79 245 белорусов (71,4 %),
24 073 русских (21,7 %),
3842 украинца (3,5 %),
2346 евреев (2,1 %), 529 поляков (0,5 %) и
933 представителя других национальностей.
В 2017 году коэффициент рождаемости в городе — 10,9 на 1000 человек (средний показатель по Республике Беларусь — 10,8), коэффициент смертности — 11,9 на 1000 человек (средний показатель по Республике Беларусь — 12,6). По уровню рождаемости город занимает 13-е место среди 23 городов с населением более 50 тысяч человек, по уровню смертности — 5-е место, по уровню естественного прироста/убыли населения (-1) — 17-е.
В 2017 году 17,6 % населения города было в возрасте моложе трудоспособного, 57,4 % — в трудоспособном возрасте, 25 % — в возрасте старше трудоспособного. Демографическая структура населения близка к средней по стране (17,7 %, 57,2 % и 25,1 %), однако среди крупных городов Борисов отличает невысокая доля населения в трудоспособном возрасте (17-18-е место из 23) и высокая доля населения в возрасте старше трудоспособного (4-е место).

## Органы власти
Представительным органом власти является Борисовский районный Совет депутатов. Он состоит из 34 человек и избирается жителями по одномандатным округам. Срок полномочий 4 года. Совет депутатов 29 созыва был избран 25 февраля 2024 года. Исполнительным и распорядительным органом власти является Борисовский районный исполнительный комитет.

## Экономика
Борисов — крупный промышленный город Минской области. В Борисове насчитывается 42 завода и фабрики, 16 совместных предприятий, 700 предприятий торговли и общественного питания всех форм собственности.
Значителен промышленный потенциал. Он представлен 40 предприятиями отраслей машиностроения и металлообработки, приборостроения, химической, деревообрабатывающей, фармацевтической, производством хрустальной посуды, пластмассовых изделий, спичек и многих других товаров:
- ОАО «Борисовский завод агрегатов» — производство турбокомпрессоров.
- ОАО «БАТЭ» по производству стартеров, а также генераторов для двигателей.
- Борисовский авторемонтный завод.
- ОАО «140-й ремонтный завод» — ремонт бронетанковой техники
- ОАО «2566 завод по ремонту радиоэлектронного вооружения» — ремонт вооружения и военной техники ПВО, а также другого сложного радиоэлектронного оборудования и изделий военного назначения
- ОАО «Борисовский хрусталь» и ОАО «Белмедстекло» (ранее — Борисовский хрустальный завод)[35]
- ОАО Борисовский завод «Автогидроусилитель» — гидросистемы рулевого управления
- ОАО «Борисовский завод медицинских препаратов»
- ОАО «Борисовдрев» — производство спичек, фанеры и МДФ
- ОАО «Борисовский мясокомбинат № 1» (до 2016 года — ОАО «Борисовский мясокомбинат»)
- Борисовская макаронная фабрика «Боримак» (филиал УП «Борисовский комбинат хлебопродуктов»)
- ОАО «Лесохимик» (ранее — Борисовский лесохимический завод) — производство канифоли, скипидара, промышленной и бытовой химии
- СЗАО «БелДжи» — белорусско-китайское предприятие по сборке автомобилей
- ОАО «Резинотехника» — производство резиновых изделий
- ОАО «Борисовский завод пластмассовых изделий» — производство пластмассовых изделий, переработка загрязнённых полимеров
- ОАО Борисовский завод «Металлист» (ранее — «Красный металлист»)
- УП «Бумажная фабрика» Гознака — производитель бланков строгой отчётности, документной бумаги, школьных тетрадей и прочей бумажной продукции.

В 2000-е — 2010-е годы ряд крупных государственных предприятий города был признан банкротом и ликвидирован. В 2021 году продолжалась ликвидация из-за банкротства действовавшего с 1885 года хрустального завода.
В 1935—2006 в городе действовала фабрика пианино,
в 1960—2007 — завод бытовой химии (присоединён к заводу пластмассовых изделий, производственные корпуса распродаются),
в 1969—2015 — инструментальный завод,
в 1963—2020 — швейная фабрика. В 2006 году Борисовский завод безалкогольных напитков ликвидирован как самостоятельное юридическое лицо, его имущество передано консервному заводу.
За 2006 год промышленными предприятиями произведено продукции в действующих ценах на сумму 1200 млрд рублей.
За 2009 год промышленными предприятиями произведено продукции на сумму 2150 млрд рублей.

## Общественный транспорт
Городской общественный транспорт представлен автобусами и маршрутными такси.
В городе организовано 30 автобусных маршрутов, обслуживаемых большими автобусами, и 20 маршрутов, которые обслуживаются маршрутными такси.
Автобусное движение в Борисове было запущено в 1924 году. Автобусное движение обслуживает филиал «Автобусный парк № 3» ОАО «Миноблавтотранс», до 1988 года «Автоколонна № 2433». Городские маршруты связывают между собой старый город и новый город, а также крупные промышленные предприятия города Борисова. Пригородные маршруты связывают город с различными посёлками и деревнями. Междугородные маршруты связывают город преимущественно с другими городами Минской области.
В апреле 1975 года городская газета «Адзiнства» провела опрос среди жителей города Борисова о перспективах развития города Борисова. Большинство респондентов высказалось за запуск троллейбусного движения по центральным улицам города. В конце 1980-х годов началось проектирование троллейбусного движения и строительство тяговых электрических подстанций в районе микрорайона «Приборы». Инициаторами строительства троллейбусного движения выступили Борисовский городской исполнительный комитет и Борисовский приборостроительный завод (ныне ОАО «Экран»). В 1990-х годах в связи с распадом СССР и пришедший за ним экономический кризис, строительство троллейбусного движения было решено приостановить. В 2003 году вновь началось проектирование троллейбусного движения. Троллейбусное движение планировалось запустить при финансовой поддержке крупных предприятий города, таких как ОАО «Завод Агрегатов» и ПО «Экран». Планировалось запустить 2 маршрута которые связывали бы микрорайон № 2 и железнодорожный вокзал с ПО «Экран». Начать строительство планировалось во второй половине 2000-х годов, однако по разным причинам проект получивший одобрение властей так и не был реализован. С 2017 года планы о запуске троллейбусного движения в Борисове были вновь на рассмотрении, однако вскоре от идеи запуска троллейбусного движения вновь отказались.
В перспективе на 2025—2026 годы запланирована частичная замена дизельных автобусов на электробусы.
Через город проходит железнодорожное сообщение Минского областного отделения БЖД, которое связывает город Борисов преимущественно с разными городами и населёнными пунктами Минской области, в том числе с Минском, Крупками и Оршей. Помимо этого, через Борисов идёт железнодорожная магистраль в Российскую Федерацию.

## Архитектура и строительство

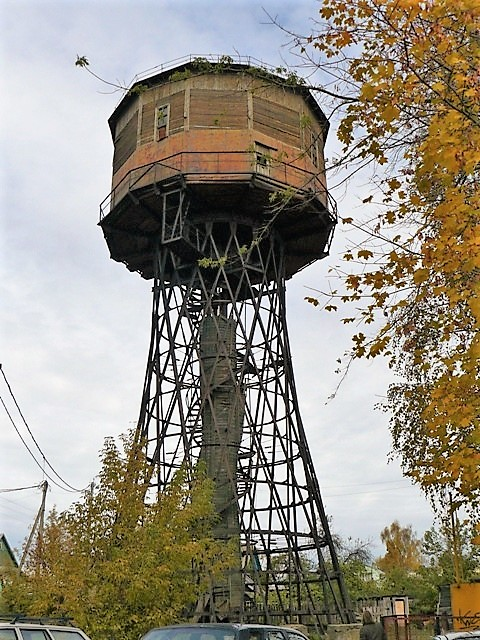
Шуховская водонапорная башня в Борисове

В начале XIX века в Борисове появляются первые каменные постройки. В 1806 году с завершением строительства Березинской водной системы, связавшей через Березину реки Днепр и Западную Двину в единую транспортную линию, Борисов превратился в порт и центр судостроения на Березине, стал играть важную роль в торговых связях между белорусскими городами.
В 1823 году завершилось строительство Костёла Рождества Пресвятой Девы Марии. Это самое старое здание религиозной архитектуры, сохранившееся в городе. Старая площадь, окружённая торговыми рядами, сохранила характерные черты застройки XIX века. Дважды в году на этой площади проходили ярмарки.
В 1871 году через Борисов пролегла железная дорога Москва — Брест-Литовск, была построена железнодорожная станция, и промышленное развитие города перекинулось на правобережье реки Березина. Сейчас здесь находится административный культурный и промышленный центр города, основные жилые кварталы.
В 1927 году в Борисове построена гиперболоидная водонапорная башня по проекту Владимира Шухова, и в эти же годы — ряд домов в стиле конструктивизма.
Общая площадь жилищного фонда в Борисовском районе, большая часть которого находится в районном центре, в 2017 году составила 4533,4 тыс. м².
В первом квартале 2019 года средняя цена продажи жилой недвижимости в Борисове составляла 537 долларов за 1 м², что в 2,5 раза ниже, чем в Минске и несколько ниже, чем в других крупных городах Минской области.

### Улицы
В городе представлено около 270 улиц. Самые протяжённые из них: Лопатина, III Интернационала, Гагарина, Чапаева, проспект Революции, Красноармейская, Заводская, Сенная, Дымки, полка Нормандия-Неман, Днепровская, Даумана, Строителей. В городе один проспект — Революции.

## Образование
Образование Борисова — это 18 средних школ, три гимназии, три средних специальных учебных заведения (политехнический колледж, медицинский колледж, колледж — филиал БНТУ), три профтехучилища, музыкальная, художественная, хореографические школы и кадетское училище.

## Культура

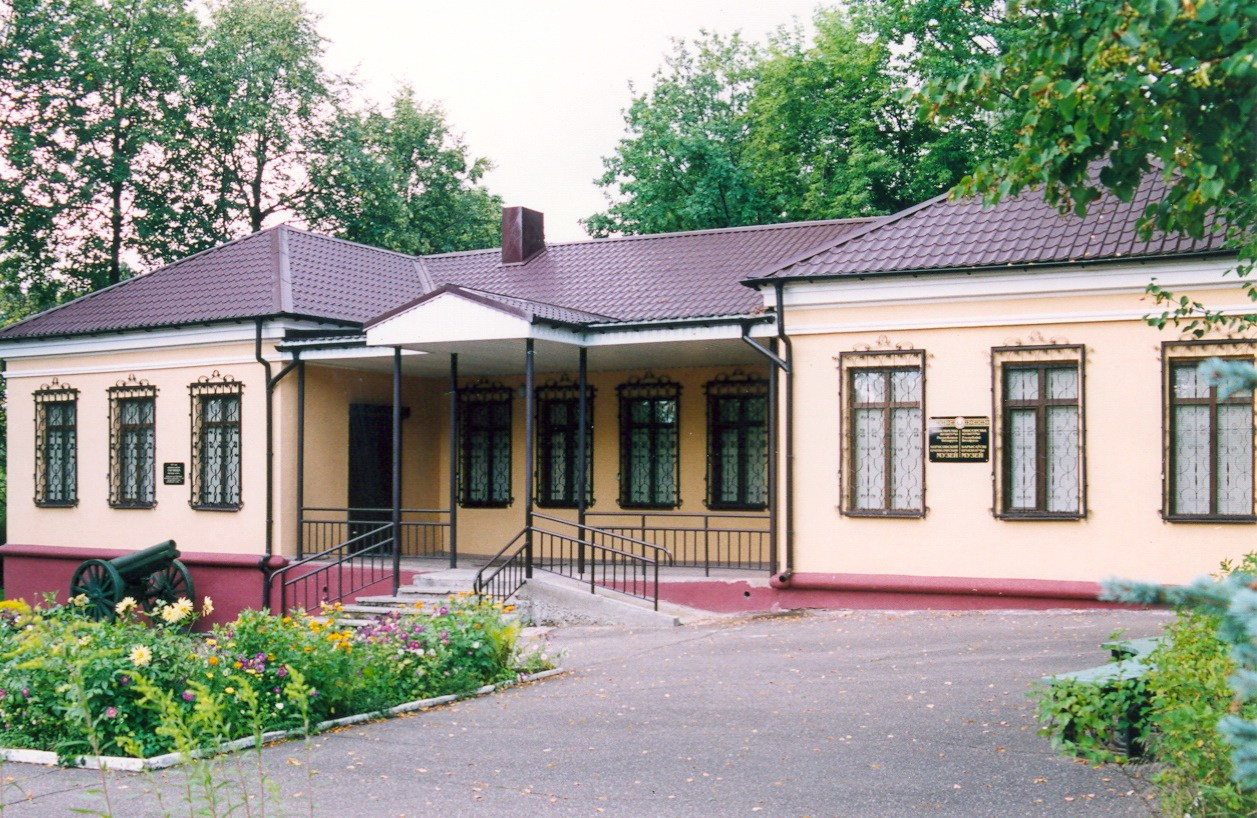
Борисовский объединённый музей

В Борисове действует Борисовский объединённый музей с 41,5 тыс. музейных предметов основного фонда. В 2016 году его посетили 32,1 тыс. человек.
Расположены также
- Борисовский центр экологии и туризма
- Музей природы
- Музей советской военной техники возле памятника жертвам нацизма на ул. Чапаева.
- Дом-усадьба имени И. Х. Колодеева
- Музей ОАО «Борисовский завод агрегатов»
- Музей ОАО «Борисовский завод автотракторного электрооборудования»

## События и мероприятия

### События
- В 2002 году Борисов отметил 900-летие.
- В 2021 году Борисов избран Культурной столицей Республики Беларусь[20].

### Мероприятия
- 7 сентября 2008 года прошёл XV День белорусской письменности, в ходе которого город посетили свыше 1000 человек[40].
- 13 июня 2019 года Борисов принял эстафету огня II Европейских игр
- В 2019 году прошёл областной фестиваль «Дажынкi»
- С 4 по 14 августа 2023 года в Беларуси прошли II Игры стран СНГ 2023[41]. Состязания пройдут в 11 городах Беларуси по 20 видам спорта. Борисов (совместно с Минском) определён местом проведения Игр по мини-футболу. Место проведения — Борисовский физкультурно-оздоровительный центр (Указ Президента Республики Беларусь от 13 мая 2023 года № 134)[42][43].
- 25—26 августа 2023 года — спортивно-культурный фестиваль «Вытокі. Крок да Алімпу»[44][45]
- Ноябрь 2023 года — фестиваль народного творчества «Напеў зямлі маёй».

## Достопримечательности
- Воскресенский собор (1874)

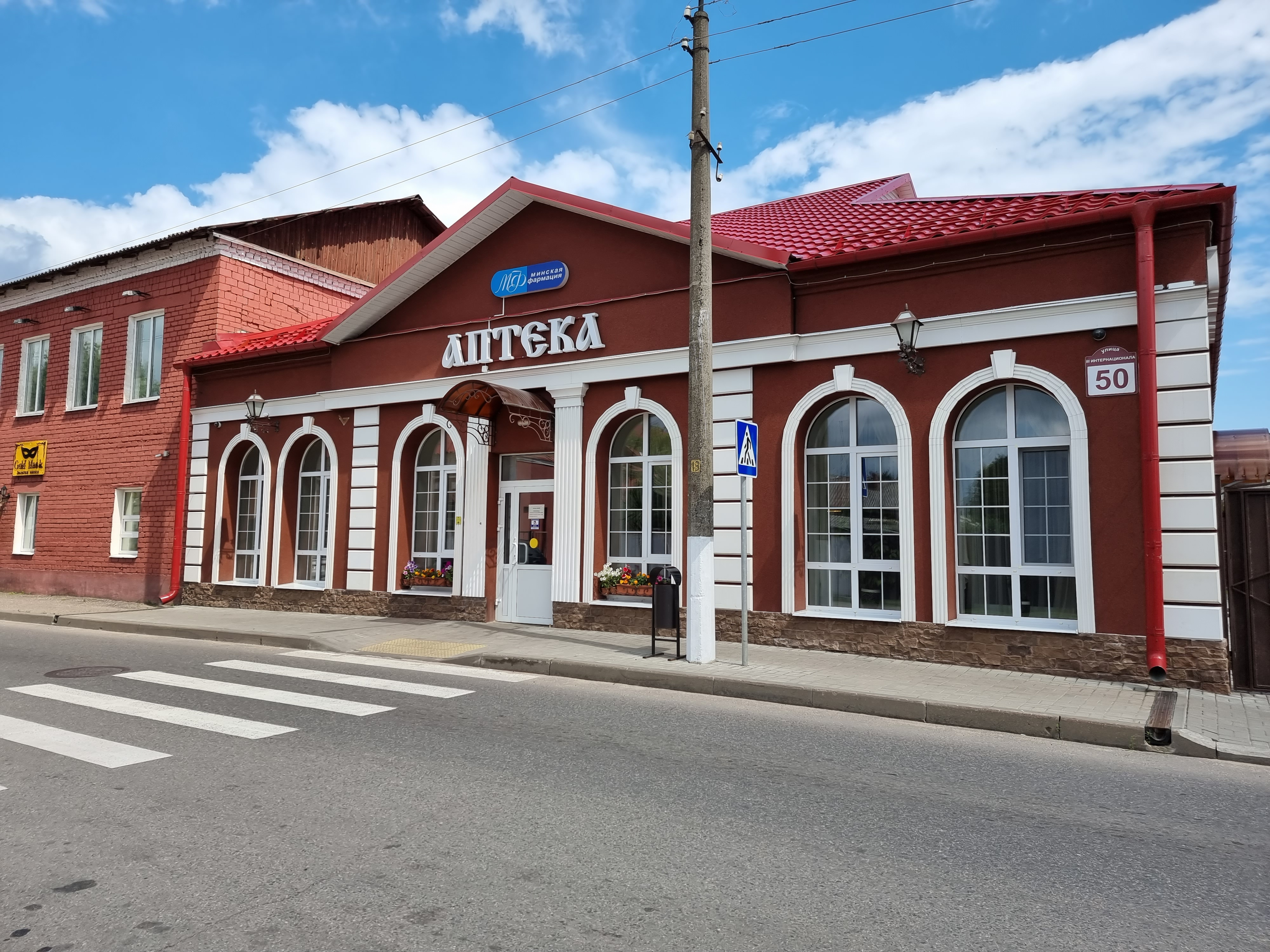
Старый Борисов

- Церковь во имя Св. Дмитрия Донского
- Церковь в честь Рождества Христова
- Костёл Рождества Девы Марии (1806—1823)
- Костёл Святого Духа
- Большая синагога (нач. XX в.)
- Синагога «Хевре тылим» (1911)
- Здание аптеки конца XIX века
- Здание железнодорожного вокзала (нач. XX в.)
- Жилые дома (нач. XX в.)
- Гребля на паромную переправу от Борисовского замка до Березины. Почти полностью уничтожено при строительстве торгового центра и нового моста.
- Остатки парка напротив музея
- Остатки парка около Центра творчества детей и молодежи Борисовского района около ул. Дзержинского
- Бывший военный городок Лядище — комплекс жилых и военных зданий начале 1930-х годов.
- Бывший военный Новый городок (Ватутина) — комплекс жилых и военных зданий 2-й половины 1930-х годов.
- Военный городок Печи — комплекс жилых и военных зданий 2-й половины 1930-х годов.
- Остатки станции скорой помощи и пожарной части возле 2-й поликлиники.

### Гражданская архитектура XXI века
В 2010 году началось строительство нового микрорайона на месте бывшего военного автополигона (ул. Брилевская). Микрорайон заселен.
В начале 2020 года началось строительство нового микрорайона Лядище-2.

### Кладбища
- Братская могила советских активистов (Борисов).
- Братская могила советских активистов.
- Братская могила советских военнопленных. Ул. Чапаева. Территория гитлеровского шталага.
- Кальварийское кладбище, на которых расположены классицистического часовня (XIX в.) и новая часовня (1995).
- Кладбище близ деревни Углы.
- Кладбище на ул. Первой Московской пролетарской дивизии.
- Еврейское кладбище
- Госпитальные кладбища возле военного госпиталя
- Немецкие кладбища на ул. Чаловской. Частично эксгумировано. На их месте построены жилые дома и частично 140-й ремонтный завод
- Кладбище на территории 740-й зенитно-ракетной части. Бывший артиллерийский полигон Лядище, место захоронения нацистами жертв террора. Частично эксгумировано.

### Памятник, скульптура

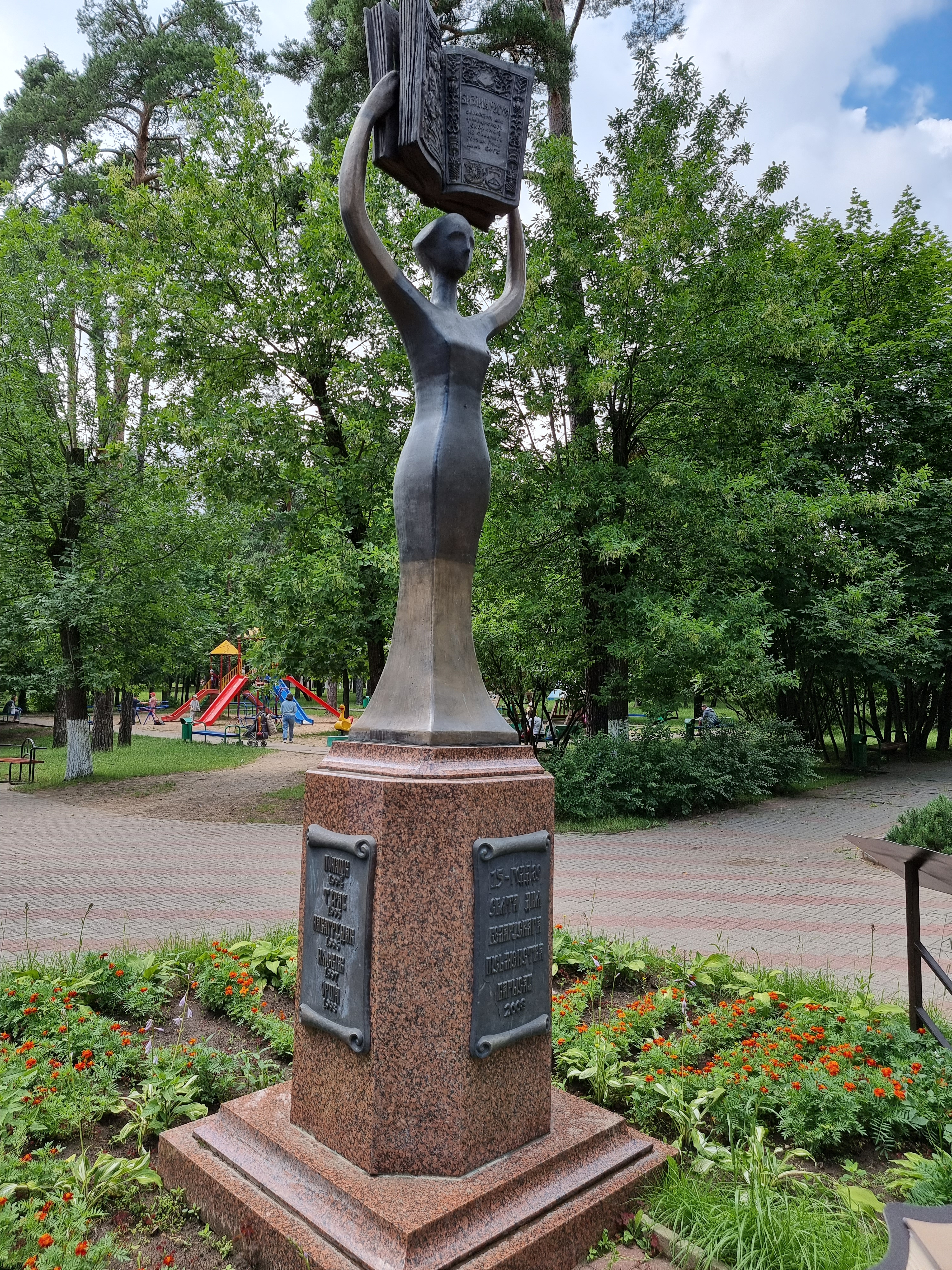
Скульптура «Девушка с книгой»

- Памятник советской партизанке Люсе Чаловской.
- Памятник Г. К. Орджоникидзе (1991). Скульптор — А. Кострюков[46].
- Памятник В. И. Ленину
- Памятник князю Борису Всеславичу (2002; скульптор — Анатолий Артимович)
- Памятник «Батареи 1812 года»
- Памятник танковому экипажу Павла Рака
- Памятник курсантам бывшего танкового училища
- Памятник солдатам и офицерам 1-й Пролетарской Московской дивизии
- Памятник афганцам
- Памятник солдатам, погибшим в автомобильной аварии в 1994 году. Находится за Печами.
- Памятник танкистам 10-й днепровской танковой дивизии. Находится в Лядище.
- Памятник танкистам Ротмистрова в лесу в районе.
- Памятник жертвам нацизма на улице 50 лет БССР.
- Памятный знак, посвящённый военным морякам Борисовщины, служившим на флотах и флотилиях. Открыт 31 июля 2022 года, около Дома-усадьбы И. Х. Колодеева. Памятный знак по форме напоминает маяк, наверху которого установлена рында, под ней — икона Николая Чудотворца — защитника путников, перед маяком — якорь.

### Жанровая скульптура, арт-объекты
- Жанровая скульптура «Девушка с книгой»

## Спорт

Борисов-Арена

Основные спортивные сооружения Борисова:
- «Борисов-Арена», вместимость 13 126 зрителей (футбол)
- Городской стадион, вместимость 5 402 зрителя (футбол)
- Спортивный комбинат (плавание, мини-футбол, баскетбол, волейбол)
- Стадион БГОУОРа (футбол, искусственное покрытие)
- Физкультурно-оздоровительный комплекс[47] (плавание, мини-футбол, баскетбол, волейбол, бильярд)
- Лыже-ролелрная трасса (биатлон, лыжные гонки)

Команды, представляющие Борисов в различных видах спорта:
- БАТЭ (чемпионат Беларуси по футболу)
- «Фомальгаут» (чемпионат Белорусской ССР по футболу, чемпионат Беларуси по футболу)
- «Березина» (чемпионат Беларуси по футболу)
- «Борисов-900» (чемпионат Беларуси по мини-футболу)
- «Березина» (чемпионат Беларуси по баскетболу)
- БАТЭ-БГУФК (чемпионат Беларуси по волейболу)
- БАТЭ (чемпионат Беларуси по пляжному футболу)

## Галерея

Памятник Князю Борису и Воскресенский собор
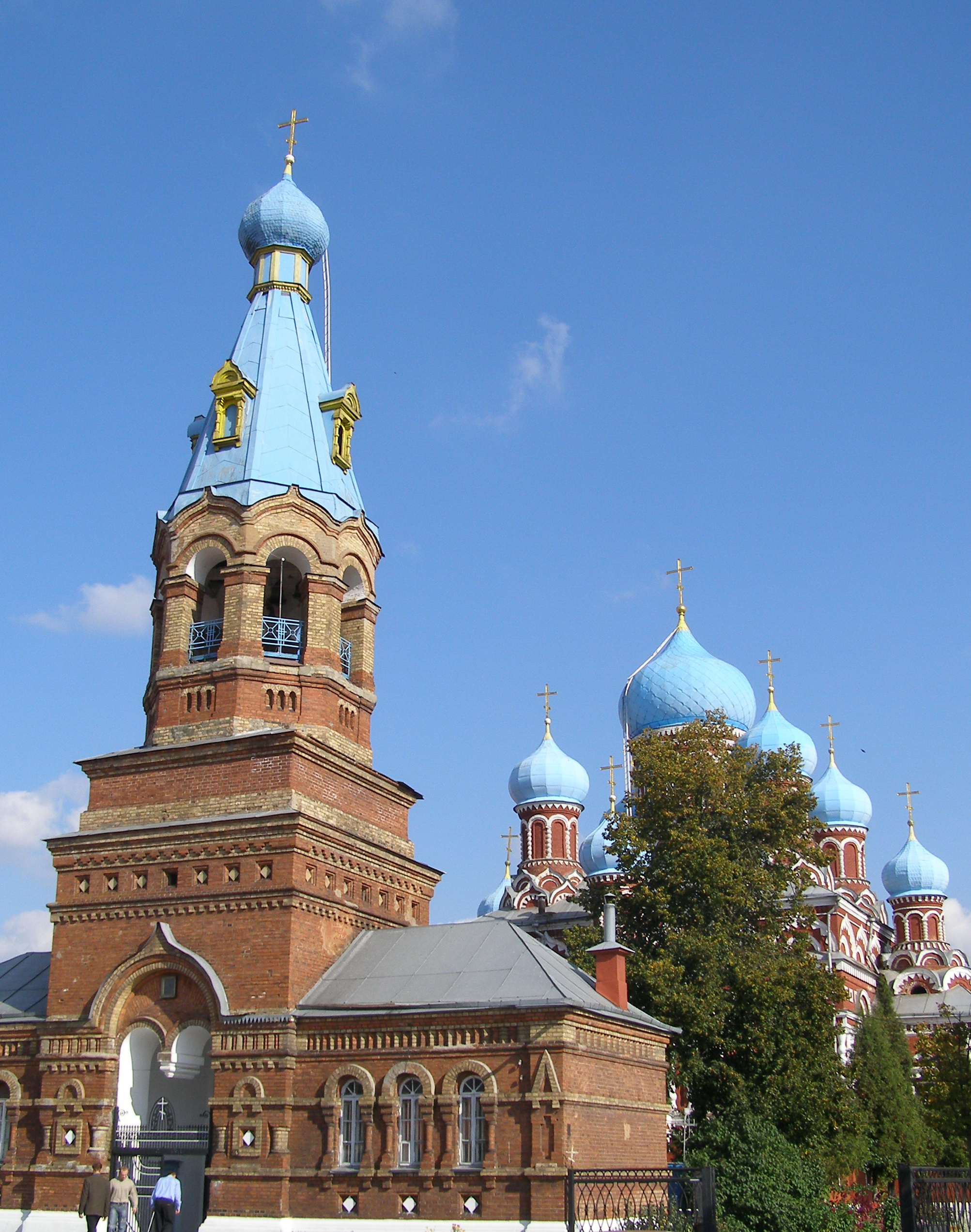
Колокольня Воскресенского Собора
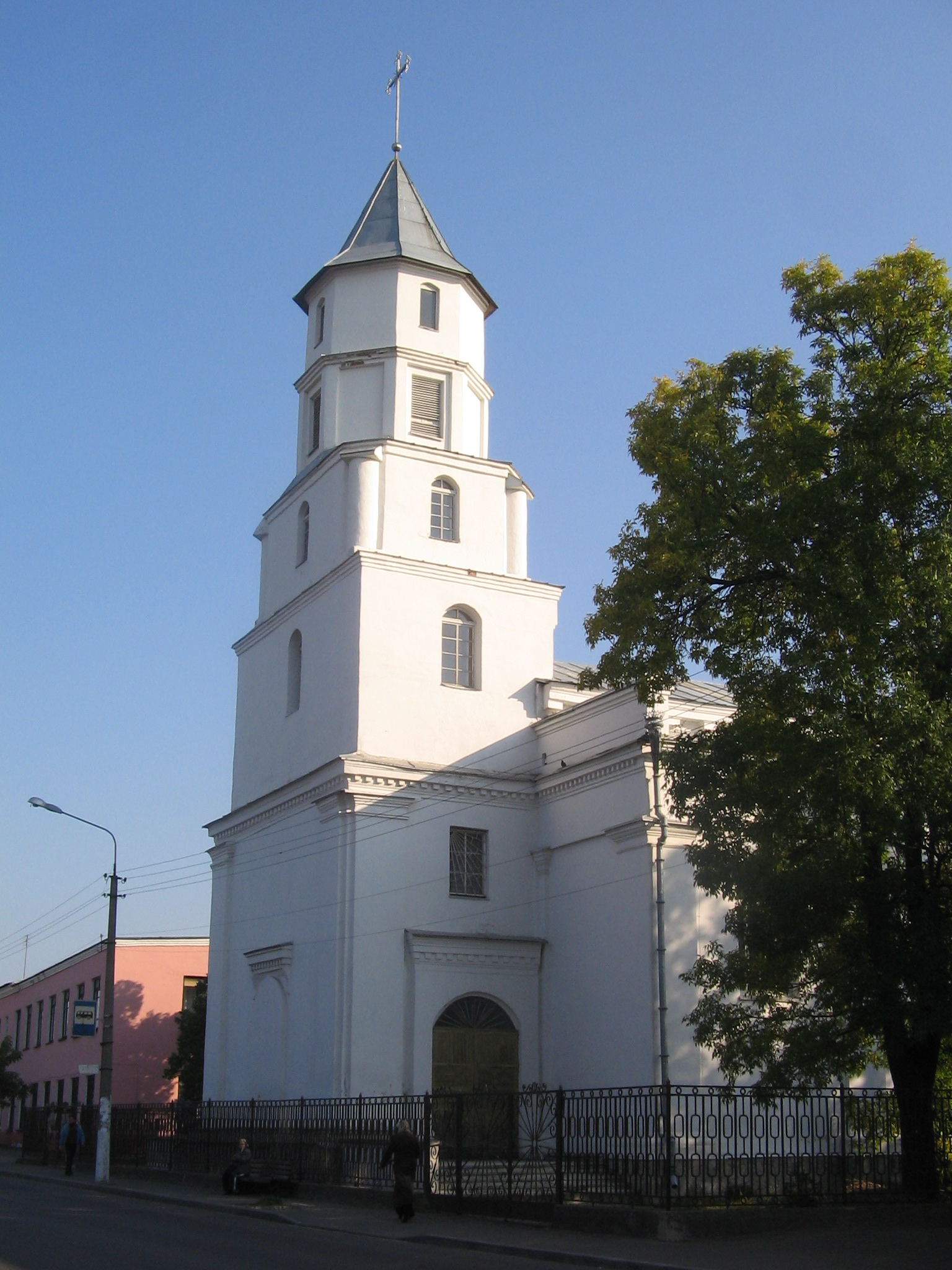
Костёл Рождества Девы Марии
Церковь Рождества Христова
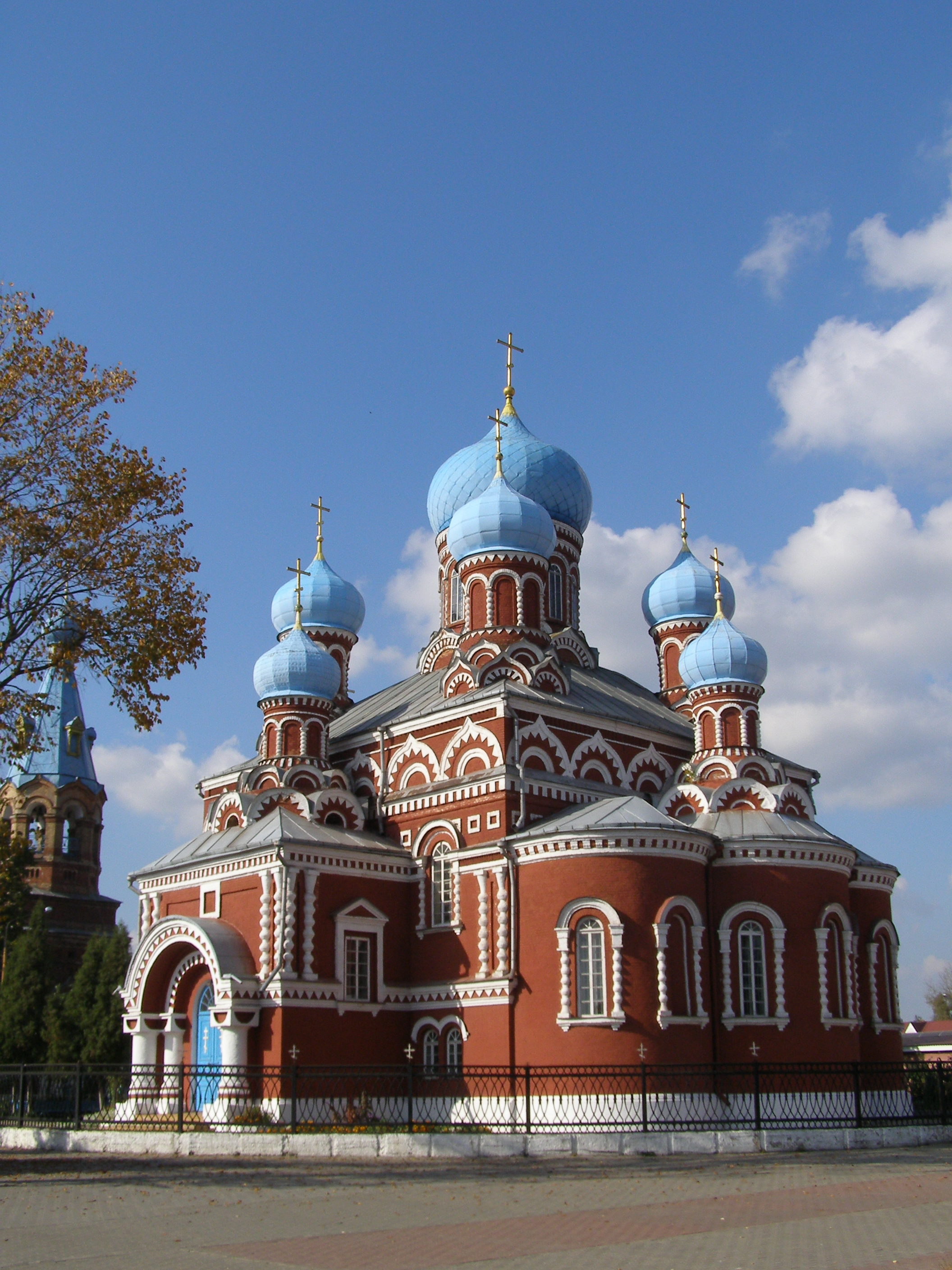
Воскресенский собор, 1874
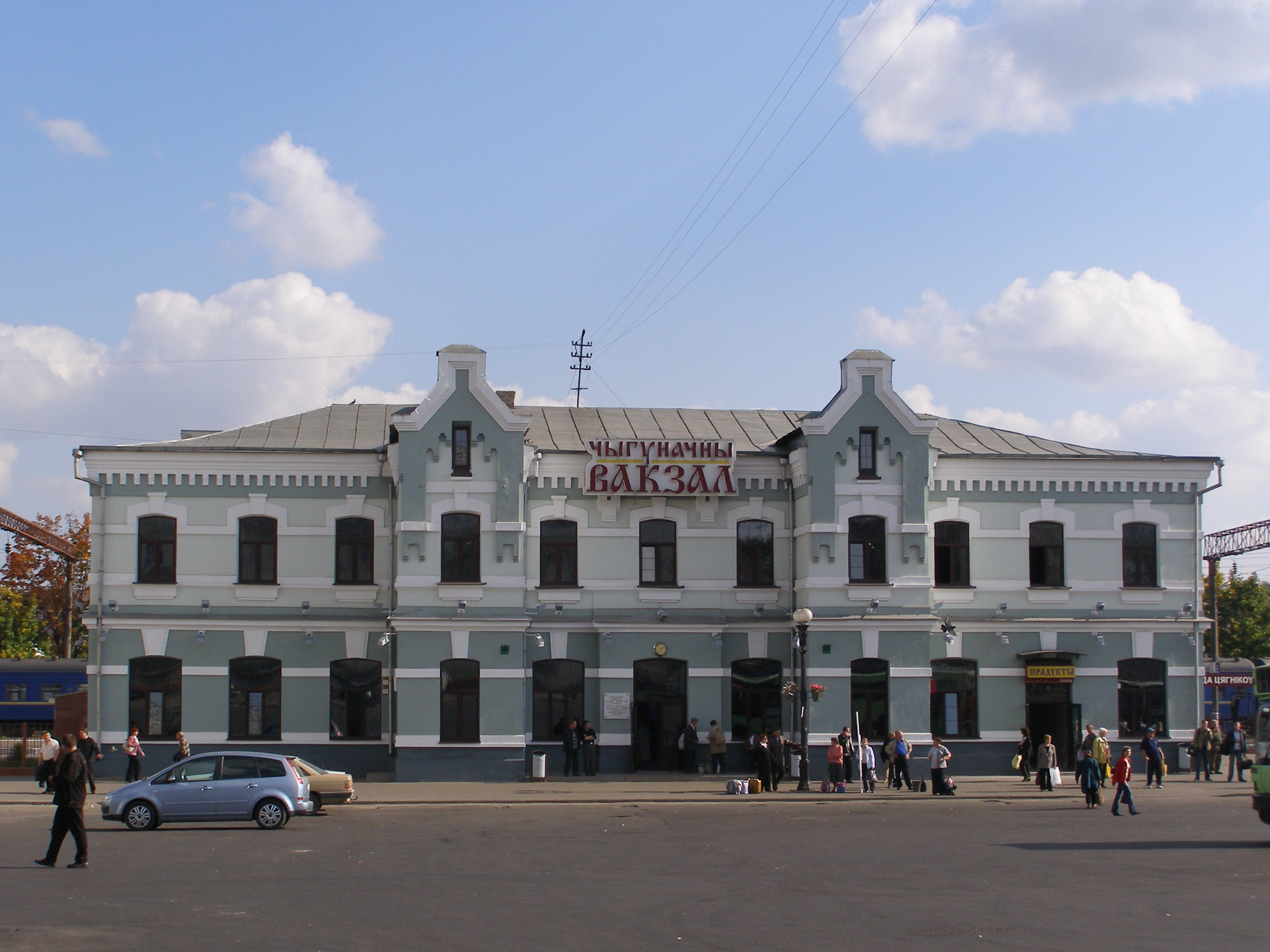
Железнодорожный вокзал
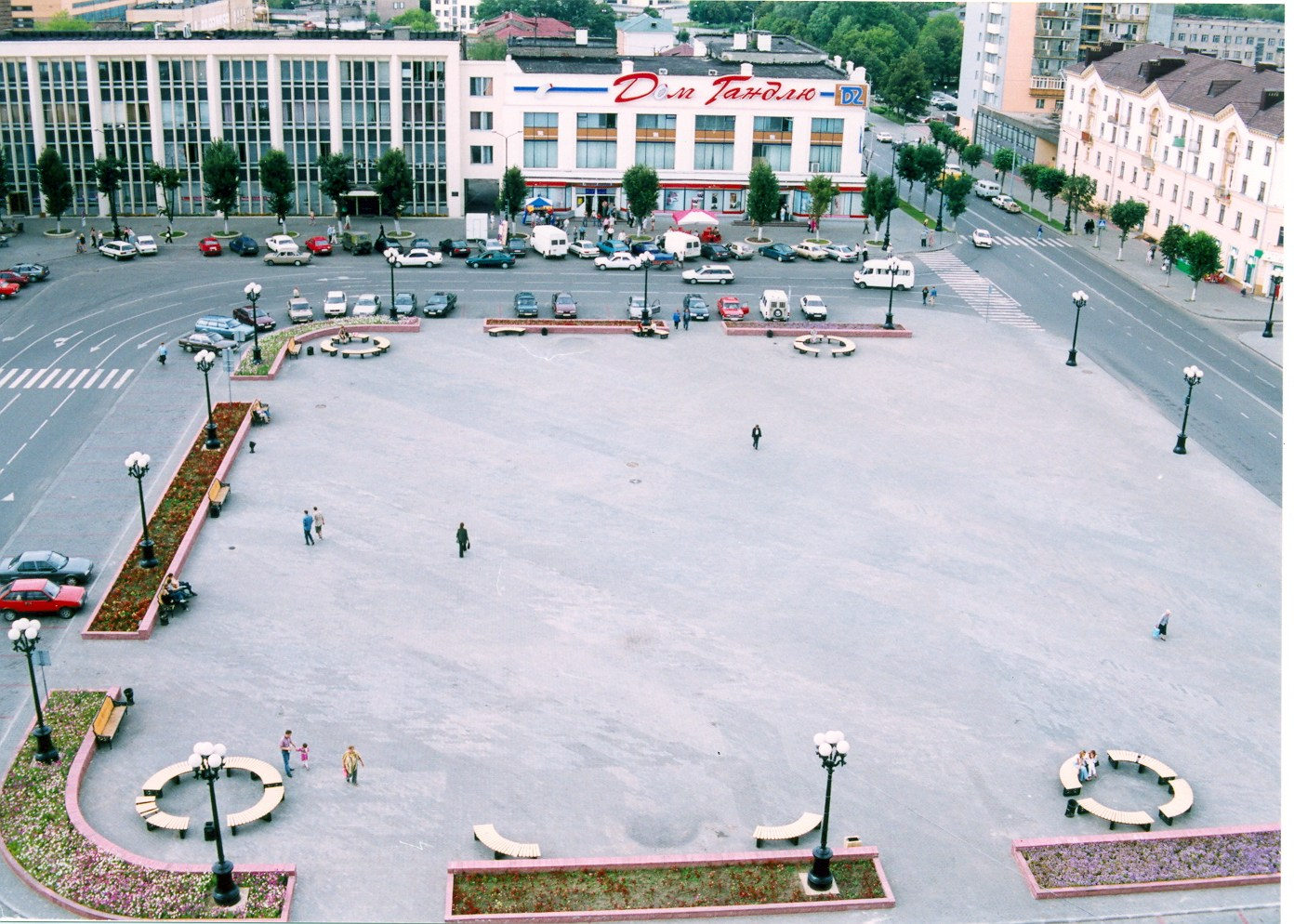
Центральная площадь
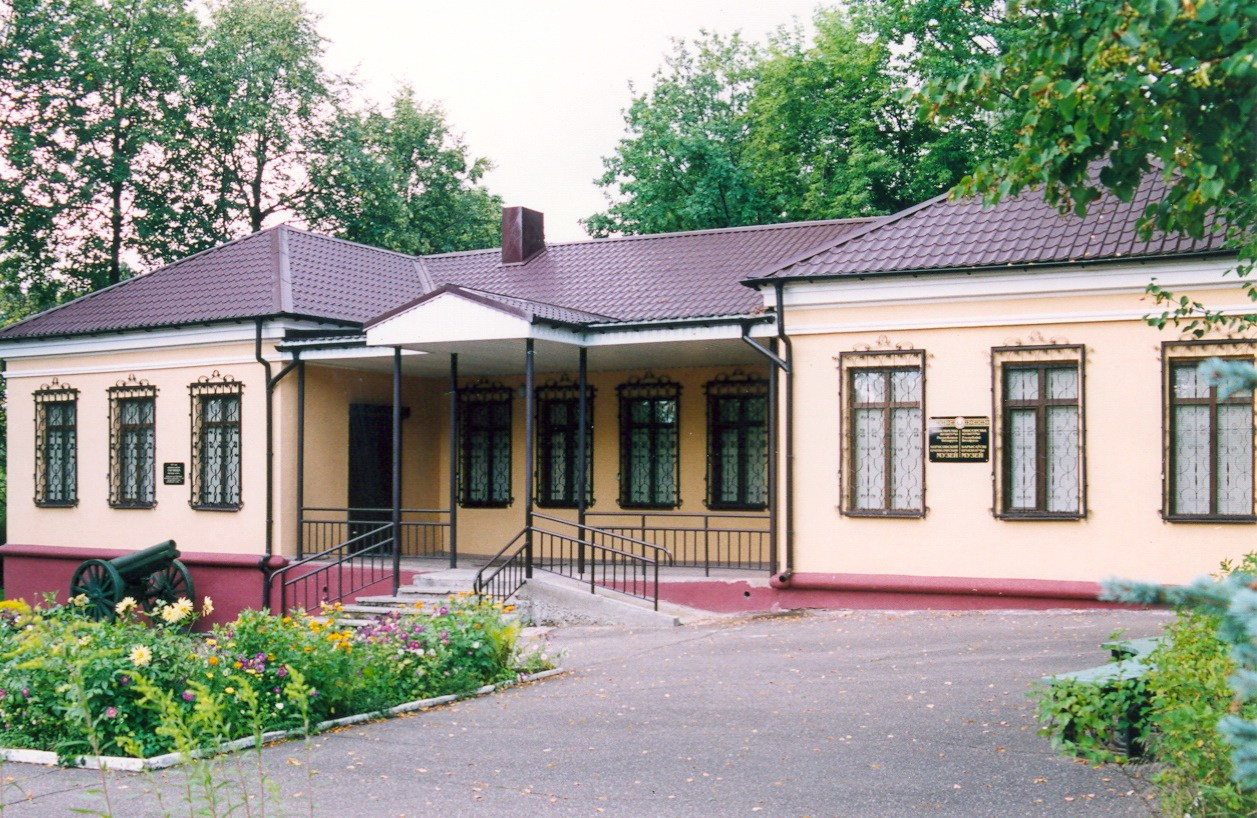
Краеведческий музей
Памятник «Батареи 1812 года»

## В филателии и нумизматике
- 25 января 2002 года выпущена в обращение марка «Гербы городов Беларуси. Герб Борисова»[48].
- 1 июля 2002 года выпущен в обращение конверт с оригинальной маркой «900 лет Борисову»[49].
- 7 сентября 2008 года выпущен конверт с оригинальной маркой «День белорусской письменности»[50].
- 3 февраля 2021 года Министерство связи и информатизации Республики Беларусь выпустило в обращение конверт с оригинальной маркой «Борисов — культурная столица Беларуси 2021 года»[51].

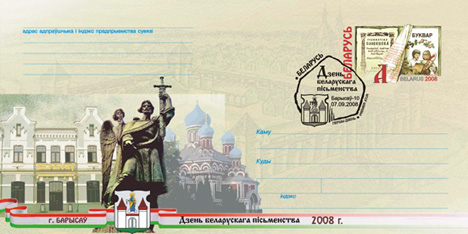
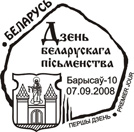
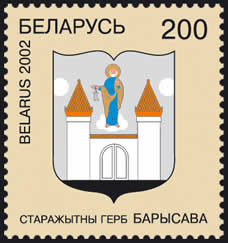

## СМИ
Выходят четыре газеты, выпускаемые тремя редакциями.

## Международное сотрудничество
- Дрокия, Молдова[источник не указан 3008 дней]
- Елец, Россия
- Малоярославец, Россия
- Мытищи, Россия
- Подольск, Россия
- Ногинск, Россия
- Гагарин, Россия
- Валмиера, Латвия
- Капан, Армения
- Нарва, Эстония
- Павлово, Россия
- Кременчуг, Украина
- Пазарджик, Болгария
- Ейск, Россия

## Почётные граждане
Ниже представлен список обладателей звания «Почётный гражданин города Борисов»:
- Аникейчик, Анатолий Александрович (1932—1989) — белорусский советский скульптор, народный художник БССР.
- Афонин Николай Михайлович (1922—2013) — участник Великой Отечественной войны.
- Арямнов, Андрей Николаевич (род. 1988) — белорусский тяжелоатлет, олимпийский чемпион игр 2008 года в Пекине.
- Вайнруб, Евсей Григорьевич (1909—2003) — Герой Советского Союза.
- Вайнруб, Матвей Григорьевич (1910—1998) — Герой Советского Союза.
- Вронский, Макар Кондратьевич (1910—1994) — украинский советский скульптор, педагог, профессор. Народный художник Украинской ССР.
- Гаврюченок Дмитрий Климентьевич (1915—2006) — хозяйственный и общественный деятель.
- Ласков, Хаим (1919—1982) — израильский генерал, 5-й начальник Генерального штаба Армия обороны Израиля.
- Капуцкий Донат Николаевич (1899—1974) — участник Великой Отечественной войны.
- Козик Леонид Петрович (1948—2023) — государственный и общественный деятель.
- Козлов, Александр Иванович (1921—2008) — советский разведчик, двойной агент.
- Кузнецов Михаил Фёдорович (1922—1984) — первый почётный гражданин Борисова, участник Великой Отечественной войны.
- Кулинкович Александра Александровна (1924—2001) — заслуженный юрист БССР.
- Мармулёв, Михаил Глебович (1917—1985) — Герой Советского Союза.
- Мартысюк Пётр Григорьевич (1915—1992) — председатель Борисовского горисполкома.
- Пашкевич Виктор Григорьевич (1928—2004) — участник Великой Отечественной войны, доктор исторических наук.
- Рябцев, Михаил Евсеевич (1923—1989) — Герой Советского Союза.
- Толстиков, Павел Фёдорович (1904—1985) — Герой Советского Союза.

## Люди, связанные с городом
- Цырендоржиев, Самбу Рабданович ― российский военный деятель, генерал-майор, кандидат военных наук, доцент, профессор[53] Военной академии Генерального штаба Вооруженных сил Российской Федерации[54]. Родился в городе Борисове.
- Чубайс, Анатолий Борисович ― советский и российский политический, государственный и хозяйственный деятель, экономист. Родился и провёл детство в городе Борисове.
- Галыгин, Вадим Павлович ― белорусский и российский актёр, телеведущий, артист разговорного жанра. Родился и окончил школу в городе Борисове.
- Кузнецов, Иван Филиппович ― герой Великой Отечественной войны, полный кавалер ордена Славы, самый молодой (17 лет) кавалер ордена Славы всех трёх степеней. Жил, работал и похоронен в городе Борисове.